# Паново (Тёмкинский район)
Паново — деревня в Смоленской области России, в Тёмкинском районе. Население — 15 жителей (2007 год) . Расположена в восточной части области в 13 км к северо-востоку от Тёмкина, в 9 км к западу от автодороги Тёмкино – Гагарин. Входит в состав Батюшковского сельского поселения.

## История
В деревне родился Герой Советского Союза Филатенков В.Ф.